# Sherlock (ソフトウェア)
Sherlock（シャーロック）とは、Appleがかつて開発していたインターネットおよびローカルディスクの検索ソフトウェアである。

## 概要
Sherlockは、Mac OS 8.5の新機能として登場。インターネット上の検索（インターネット検索）とローカルディスク内の検索（ファイル検索と内容検索）を同じインターフェイスから利用できる統合検索ツールである。
名称は、アーサー・コナン・ドイルの作品に登場する名探偵シャーロック・ホームズに由来しており、1998年10月17日のMac OS 8.5発売イベントには、当時のアップルコンピュータジャパン社長の原田永幸がホームズの仮装をして参加している。またMac OS X版のアイコンは、虫眼鏡とホームズのトレードマークにもなっている鹿撃ち帽を組み合わせた画像が採用された。

### Mac OS 8.5
最初のバージョンでは、「インターネット検索」「ファイル検索」「内容で検索」の3つのタブを切り替えて検索を実行する。日本語解析機能により自然な日本語で検索することができた。インターネット検索は、プラグイン形式で組み込んだ各検索サイトから横断的に検索する。ExciteやInfoseekなどがあらかじめ入っていたほか、ユーザー自身がプラグイン（Yahoo!などの他の検索サイト、Amazon.comなどのオンラインショップ内の検索、その他ユーザー自作の検索）を追加できた。ファイル検索は、従来の検索機能に相当するもので、ファイル名の文字列検索又はファイル属性を用いて検索する。内容の検索は、あらかじめ索引を作ったローカルディスク内のファイル内容をから全文検索する。また、検索に設定した条件を保存して、開くと自動的に検索が実行される検索用のファイルを作成することもできる。なお、検索結果を返す画面の下部にバナー広告が表示される領域が設けられている。

### Mac OS 9
Mac OS 9ではSherlock 2となり、「チャネル」と呼ばれるグループごと検索がまとめられた。最初に、チャネルアイコンを選択した後に、検索したいキーワードを入力する。チャネルはプラグインの追加によってカスタマイズが可能である。また、インターフェイスデザインも一新され、いわゆるブラシメタル調になった。

#### あらかじめ用意されているチャネル（提供されたプラグインの例）
ファイル
ローカルディスク内の検索。前バージョンの「ファイル検索」「内容で検索」に相当。
インターネット
インターネットの検索サイトを利用しての検索。前バージョンの「インターネット検索」に相当。
人々
友人・家族に関する情報の検索（Bigfoot.comなど）。
エンターテイメント
映画・テレビ番組・音楽・イベントに関する情報の検索（フジテレビ、TBSなど）。
ニュース
最新のニュース配信サイトの検索（CNET News.com、毎日新聞）。
Apple
Appleに関する情報の検索（Apple.com、Apple Macintosh Products Guidなど）。
リファレンス
辞書・辞典の資料の検索（American Heritage Dictionary、Britannica.comなど）。
ショッピング
オンラインショップやネットオークションの検索（Amazon.com、eBayなど）。

### Mac OS X
Mac OS Xが登場してからも、Mac OS X v10.1まではSherlock 2（デザインはAqua調）であったが、Mac OS X v10.2よりSherlock 3となり、オークションのトラッキング機能や画像検索機能が強化された。さらにMac OS X v10.3では、ファイル検索機能がFinderから利用できるようにメニュー組み込まれた。続くMac OS X v10.4でもSherlockは搭載されていたものの、10.4からは、Sherlockを置き換える新しいローカルディスクの検索機能「Spotlight」と、デスクトップからインターネット資源を呼び出せるウィジェットエンジン「Dashboard」が登場した。Mac OS X v10.5からはSherlockは搭載されていない。